# Purnell W. Choppin
Purnell Whittington Choppin (* 4. Juli 1929 in Baton Rouge, Louisiana; † 3. Juli 2021) war ein US-amerikanischer Virologe und Medizin-Manager.
Choppin erwarb 1953 an der Louisiana State University einen M.D. als Abschluss des Medizinstudiums. Als Assistenzarzt arbeitete er am Barnes Hospital in St. Louis, unterbrochen von einer Tätigkeit als Medizinoffizier der US Air Force. Ab 1957 war er an der Rockefeller University, wo er zu Influenza- und Parainfluenzaviren forschte, insbesondere zu ihrer Replikation, Pathogenese und Genexpression. Ab 1959 gehörte er zum Lehrkörper der Rockefeller University, 1970 erhielt er eine volle Professur, 1983 wurde er Vizepräsident der Universität für akademische Angelegenheiten. 1985/1986 war Choppin Präsident der American Society for Virology, zu deren Gründungsfiguren er 1980 gehörte.
1985 wechselte Choppin an das Howard Hughes Medical Institute (HHMI), ab 1987 war er Präsident des HHMI. Hier verdreifachte er die Zahl der geförderten Wissenschaftler und weitete das Jahresbudget von 77 Millionen auf 556 Millionen US-Dollar aus. 1999 trat er als Präsident des HHMI zurück, sein Nachfolger am HHMI wurde Thomas R. Cech. Anschließend übernahm Choppin leitende Aufgaben bei der Washington Advisory Group, einer Beratungsgesellschaft im medizinischen Bereich.
Choppin erhielt zahlreiche Auszeichnungen, darunter mehrere Ehrendoktorate. 1977 wurde er zum Mitglied der National Academy of Sciences gewählt, 1988 zum Mitglied der American Academy of Arts and Sciences und 1988 zum Mitglied der American Philosophical Society. 1978 erhielt er den Howard Taylor Ricketts Award der University of Chicago, 1984 den Selman A. Waksman Award in Microbiology der National Academy of Sciences.